# Смелов, Павел Галактионович
Па́вел Галактио́нович Смелов (1872 — 1937) — член IV Государственной Думы от Калужской губернии, крестьянин.

## Биография
Православный, крестьянин деревни Власьево Барятинской волости Мещовского уезда.
Окончил народное училище. Занимался сельским хозяйством, входил в правление кредитного товарищества в селе Сеньково. Одно трехлетие состоял сельским старостой. Был членом Союза 17 октября.
В 1912 году был избран в члены Государственной думы от Калужской губернии съездом уполномоченных от волостей. Входил во фракцию октябристов, после её раскола — в группу земцев-октябристов. Был членом Прогрессивного блока. Состоял членом комиссий по направлению законодательных предложений и по борьбе с немецким засильем.
После революции жил в родной деревне, вел хозяйство. 8 сентября 1937 года тройкой УГБ УНКВД по Западной области был приговорен к расстрелу по статье 58-10 УК РСФСР. Расстрелян 16 сентября того же года.
Был женат, имел семеро детей.